# Batalhão de Patrulha Escolar Comunitária
O Batalhão de Patrulha Escolar Comunitária  é uma Organização Policial Militar (OPM) da Polícia Militar do Paraná (PMPR), especializada na aplicação do policiamento comunitário escolar para todo o Estado do Paraná.

## Histórico
O policiamento escolar surgiu em 1994 com a denominação de Patrulha Escolar, composto exclusivamente por policiais femininas. A criação dessa patrulha se deveu aos desagradáveis desfechos de ocorrências policiais nos colégios de Curitiba, onde se observou que o policiamento convencional era inadequado a esse tipo de situação.
Com o passar do tempo esse serviço foi ampliado e constituiu-se numa especialidade de policiamento. Inseriu-se no conceito de polícia comunitária, o qual através de uma parceria entre a Polícia Militar e a Secretaria Estadual de Educação, passou também a ministrar palestras educativas, e assessoria na segurança das escolas.
Em 2003 a advogada Margarete Maria Lemes, então assessora jurídica do Núcleo Regional de Ensino da Área Norte (Região Metropolitana de Curitiba), em conjunto com o 2º tenente Wagner de Araújo, sob a orientação do major Anselmo José de Oliveira, apresentou ao Comandante-geral da Polícia Militar do Paraná o Programa “Por Uma Escola Mais Segura”.
O Programa foi implantado nos municípios de Curitiba e Região Metropolitana, e visava o estabelecimento de uma parceria entre a Polícia Militar, a Secretaria de Estado da Educação, por intermédio do Núcleo Regional de Ensino correspondente, a comunidade escolar (alunos, pais, professores, diretores, funcionários, administração e colaboradores); além da participação de instituições e autoridades locais dos poderes executivo, legislativo e judiciário.
Recepcionado pela PMPR esse programa fez com que o Projeto Patrulha Escolar III ganhasse status e estrutura de Programa de Governo do Estado, que iniciado em 2003 (em Curitiba e Londrina) foi lançado oficialmente em fevereiro de 2004, com a denominação “Patrulha Escolar Comunitária”.
Em 2007 o policiamento escolar de todo o Estado foi reunido sob um comando único e passou a denominar-se Batalhão de Patrulha Escolar Comunitária,
Pela Portaria do Comando Geral nº 121, de 01 de Fevereiro de 2013, passou a designar-se Batalhão de Polícia Militar Escolar.

## Batalhão de Polícia Militar Escolar
O Batalhão de Patrulha Escolar Comunitária (BPEC) foi criado para atender as comunidades escolares com os Programas Patrulha Escolar Comunitária (PEC) e Programa Educacional de Resistência às Drogas e à Violência (PROERD). O BPME tem por finalidade o desenvolvimento de uma ampla rede de proteção à criança e ao adolescente por meio da educação preventiva sobre drogas e violência; seja pela aplicação dos programas citados, ou pela realização da atividade especializada de policiamento que prevê a antecipação aos atos delituosos. Sempre com o objetivo de transformar o ambiente escolar através da mudança de atitudes.
O programa Patrulha Escolar Comunitária é de cunho preventivo, onde apenas 3% cento são de origem repressiva. Mesmo na atuação repressiva o BPEC realiza o encaminhamento de cada caso de maneira a congregar e envolver a escola e a família no processo de resolução do problema (delito ou resolução de conflitos), por meio do preparo diferenciado dos policiais militares.

## Patrulha Escolar Comunitária

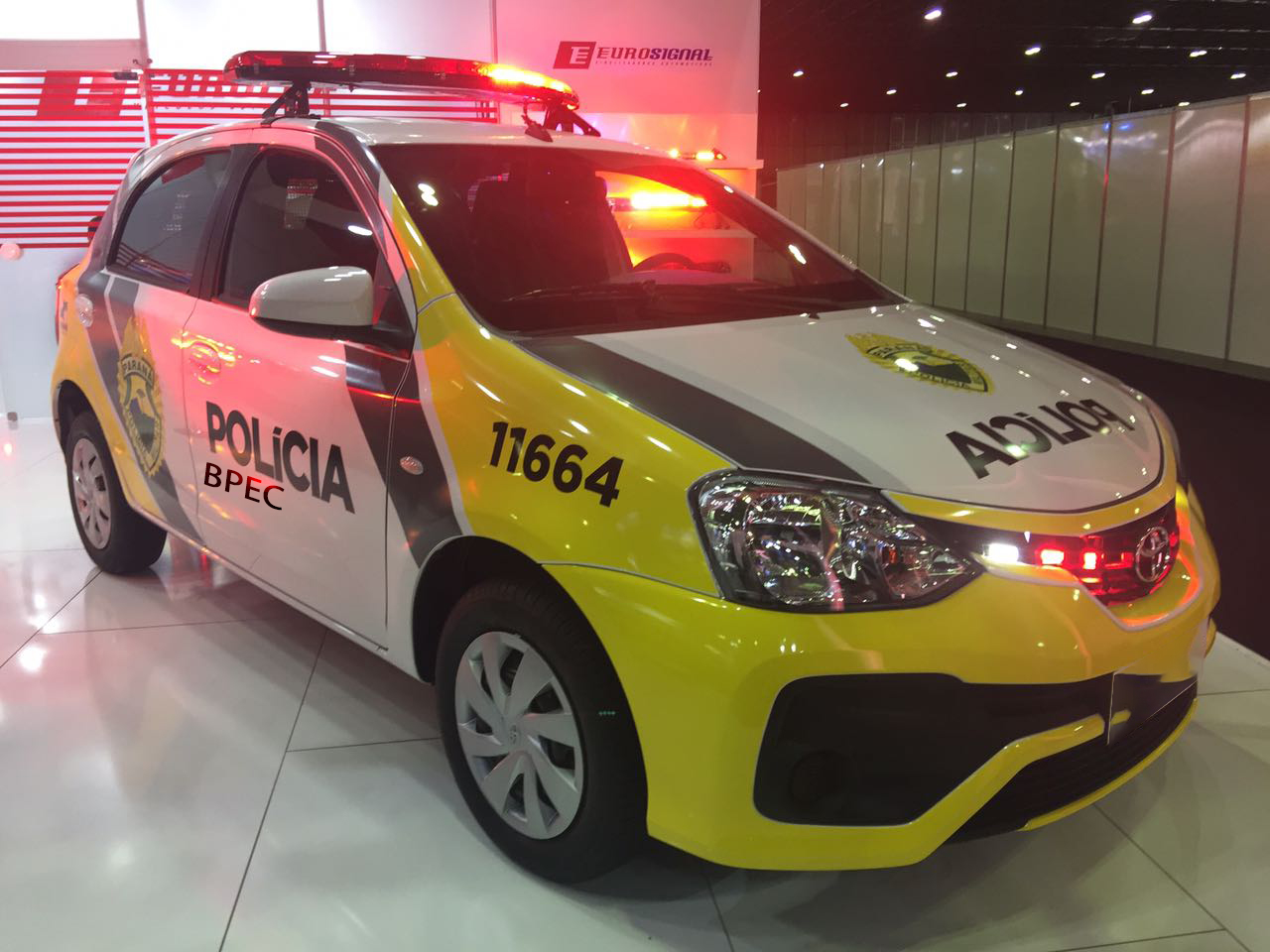
Viatura do BPEC, 2018.

### Atividades preventivas
O programa Patrulha Escolar Comunitária se constrói em cada comunidade escolar com o desenvolvimento de cinco etapas, com a inclusão de algumas atividades complementares.
- Etapa I - Avaliação das instalações físicas quanto à funcionalidade e segurança

Os policiais militares visitam a escola e atendendo a critérios previamente definidos, procedem à avaliação das instalações físicas, orientando a direção quanto a procedimentos que possam tornar o local mais seguro e funcional.
- Etapa II - Diagnóstico escolar

Para que as ações transformadoras sejam encontradas e executadas há a necessidade de que a realidade local seja diagnosticada. Essa avaliação se dá com a aplicação de atividades dinâmicas para pais, professores, alunos e funcionários onde através da reflexão e discussão são respondidas três questões:
Quais os problemas de segurança que você identifica em sua escola?
Que soluções você identifica para estes problemas?
De que forma você se compromete com estas soluções?
As informações coletadas em todos os segmentos da comunidade escolar são comparados e utilizados para a construção das atividades que serão desenvolvidas nas etapas III e IV.
- Etapa III - Execução pela administração e comunidade escolar

Nessa fase dos trabalhos a comunidade escolar será a responsável pela realização das providências e mudanças de procedimentos; recebendo para tanto o apoio das equipes de Patrulha Escolar.
- Etapa IV - Palestras

As palestras cujos temas foram apurados quando da aplicação das dinâmicas, na etapa II, serão ministradas pelos policiais militares da Patrulha Escolar a cada segmento da comunidade escolar. Nessa apuração ficou constatado que as orientações sobre segurança, sobre o Estatuto da Criança e do Adolescente e prevenção ao uso de drogas são necessidade comuns a todas as escolas. Logo, estes assuntos são priorizados quando no início dos trabalhos de palestras.
Aos pais são ressaltadas as atribuições da família e muitas reflexões sobre limites, autoridade dos pais e envolvimentos pessoais junto às escolas onde seus filhos estudam. Aos professores, as questões sobre disciplina, autoridade, qualidade de aulas, relações interpessoais e normas coletivas são explorados em forma de palestra e discussões. Aos alunos é feito um trabalho interativo onde se busca a definição de características de uma escola de qualidade construída com a participação efetiva dos alunos. Aos funcionários, além das orientações de segurança e ECA comuns a todos os segmentos, lhes são reforçadas as características de sua profissão.
- Etapa V - Plano de Segurança

Todas as atividades desenvolvidas pela Patrulha Escolar e que estão descritas anteriormente serão registradas no Plano de Segurança do estabelecimento de ensino em questão, de forma a traduzir todas as atividades desenvolvidas pela comunidade escolar e administração do estabelecimento de ensino em prol da segurança daquela população.
Em complemento às atividades desenvolvidas pelos policiais militares da Patrulha Escolar Comunitária são desempenhadas outras atividades:
Patrulhamento diferenciado;
Interação com a comunidade e autoridades locais;
Aconselhamento aos alunos;
Mediação na resolução de conflitos;
Busca pessoal (preventiva e por fundada suspeita);
Operações externas às escolas;
Palestras interativas.

### Atividades curativas
Atuação eminentemente policial para reduzir a incidência de delitos, através da presença física e buscas pessoais. Realiza-se com procedimentos especialmente desenvolvidos e programados, através da discussão e autorização dos pais e conhecimento da justiça.

### Atendimento de ocorrências
Atua unicamente no atendimento de ocorrências policiais (armas, drogas, gangues, etc.). As situações de indisciplina e similares são de responsabilidade da escola.

## Programa Educacional de Resistência às Drogas e à Violência
O Programa Educacional de Resistência às Drogas e à Violência (PROERD) é um dos programas desenvolvidos pelos policiais da unidade. A iniciativa tem a parceria da Secretaria de Educação do Estado e realiza a conscientização dos jovens sobre os riscos e consequências que o uso de drogas e bebidas alcoólicas podem ocasionar a saúde e à família.
O PROERD tem por base o Drug Abuse Resistance Education (DARE), criado pela Professora Ruth Rich, em conjunto com o Departamento de Polícia da cidade de Los Angeles, EUA, em 1983. O Programa é pedagogicamente estruturado em lições, ministradas obrigatoriamente por um policial militar fardado, que além da sua presença física em sala de aula, como educador social, propicia um forte elo de ligação na comunidade escolar em que atua; estabelecendo uma sólida base de apoio no trinômio: Polícia Militar, Escola e Família.
Na PMPR o PROERD foi implantado no ano de 2000, sendo inicialmente adaptado à rede de ensino municipal de Paranaguá, com resultados altamente produtivos e positivos, para posteriormente ser implantado em todo território paranaense.
E em julho de 2008 o PROERD foi incorporado ao BPEC.
Os policiais militares que atuam no Programa são rigorosamente selecionados e formados por profissionais da própria Polícia Militar e da área de educação, para atuarem nas escolas e em famílias. O policial militar do PROERD tem a participação uma vez por semana em turmas de quartas e sextas séries do ensino fundamental e no curso para Pais ou Responsáveis. Assim como o de Educação Infantil, sendo que o foco principal do Programa regular é a abordagem de temas que sobre a valorização à vida e a tomada de decisões ao não uso de drogas e ações geradoras de violência.
O Programa oferece linguagem acessível à faixa etária que se direciona, por meio de uma variedade de atividades interativas com a participação de grupos em aprendizado cooperativo. Um ponto de grande relevância na aplicação do PROERD reside no vínculo afetivo que o Instrutor do PROERD, também denominado de Educador Social, desenvolve com os alunos, em função da relação pedagógica e da aproximação proporcionada pelo policial-militar em sua atividade de docência.
As atividades foram projetadas para estimular os estudantes a resolverem os principais problemas na faixa etária que se encontram, e neste contexto pode ser incorporada como parte integrante do currículo, oferecendo assuntos como saúde, ciências, estudos sociais, literatura e outros pertinentes. As lições do PROERD ensinam as crianças e adolescentes a reforçarem a autoestima, lidar com as tensões, resistir às pressões dos companheiros e da mídia, além de desenvolver conceitos de cidadania.
Assim, foi desenvolvido um currículo próprio que contém dez lições para alunos que se encontram nas quartas e sextas séries do ensino fundamental, respeitando-se as necessidades de desenvolvimento psicológico e maturacional dos alunos, conforme a síntese genérica do conteúdo das lições:
- Adquirir as habilidades e conhecimentos para reconhecer e resistir à pressão dos companheiros ou grupos quando do oferecimento de álcool, cigarros ou outras drogas;
- Desenvolver a autoestima;
- Aprender técnicas de como ser seguro;
- Maneiras de dizer não às drogas;
- Aprender alternativas positivas ao uso de drogas;
- Aprender a lidar com o estresse e resolver conflitos;
- Resistir ao envolvimento com gangues;
- Redução da violência;
- Consequência dos atos de vandalismo e violência;
- Aprender a tomar decisões;
- Construir habilidades de comunicação;
- Noções de cidadania.

### Projeto Pop Prevenção - Banda PROERD
A Banda do PROERD surgiu em 2006 com o objetivo de utilizar a música como ferramenta pedagógica, para crianças e adolescentes, no trabalho de prevenção da violência e do uso de drogas. Nesse ano três policiais militares conseguiram a atenção de aproximadamente quatrocentos jovens no I Encontro Estadual dos Direitos da Criança e do Adolescente, realizado em Faxinal do Céu, município de Pinhão.
Em 2007, contando com o empréstimo de instrumentos musicais particulares e de pessoas da comunidade, as experimentações e as ideias vislumbradas começaram a amadurecer. E uma primeira formação da banda, composta exclusivamente por voluntários, passou a se reunir com o propósito inicial de abrilhantar as formaturas do programa, em Curitiba e Região Metropolitana.
Rapidamente a ideia de uma banda de música popular formada por policiais militares, que durante as apresentações aproveitava para disseminar falas educativo-preventivas ao uso de drogas, sobre comportamentos de não-violência, de valorização da família, etc., começou a ganhar destaque. No transcorrer daquele mesmo ano, o grupo passou a se apresentar em diversos eventos além das formaturas do PROERD, como o Festival de Música da PMPR, Projeto Fera com Ciência, Paraná em Ação, Blitz da Cidadania, Desfile Cívico-Militar, entre outros.
Em setembro de 2008, com a junção da Coordenação Estadual do PROERD ao Batalhão de Patrulha Escolar Comunitária, a banda seguiu participando em eventos que tivessem algum viés preventivo sobre o uso de drogas e violência ou que possibilitasse concretizar os fundamentos e a filosofia de Polícia Comunitária. Ampliou seu campo de atuação também para formaturas no interior do Estado do Paraná e passou a desenvolver um projeto piloto intitulado Pop Prevenção.
O projeto, que inicialmente objetivava fomentar discussões sobre temáticas relacionadas a prevenção às drogas e à violência, através da execução de músicas populares direcionadas ao público jovem e adulto, foi testado durante as atividades do Pró-Verão Social 2010, que ocorreu durante toda Operação Verão 2009/2010, nos principais balneários do litoral paranaense.
Após a execução do projeto piloto, o Pop Prevenção foi reconceptualizado. O estilo pop rock foi incorporado ao grupo e o foco central das atividades passou a ser os estudantes das redes estaduais e particulares de ensino. A música passou a ser utilizada efetivamente como uma ferramenta pedagógica de comunicação e de estreitamento de laços com o público alvo. Seus objetivos permeavam desde a promoção de uma cultura de paz, questões de prevenção primária ao uso de drogas até propostas de reflexões sobre a importância da responsabilidade cidadã em relação às questões de segurança pessoal e coletiva.
No final de 2011, em uma parceria firmada entre o Grupo Paranaense de Comunicação (Instituto GRPCOM) e o Batalhão de Patrulha Escolar Comunitária, para participar da campanha Paz Sem Voz é Medo, com foco na conscientização da sociedade a respeito do quadro de violência no Paraná, que depois evoluiu para Paz Tem Voz, com foco na disseminação da Cultura da Paz, a Banda PROERD encabeçou a campanha junto às unidades de ensino estaduais de Curitiba e RMC, desenvolvendo ao longo do ano o Projeto Pop Prevenção, já em novo formato.